# اولیور هاسلر
اولیور هاسلر( متولد ۴ ژانویهٔ ۱۹۸۸)یک کشتی‌گیر اهل آلمان است. از افتخارات وی می‌توان به کسب مدال نقره وزن ۹۸ کیلوگرم در مسابقات قهرمانی کشتی جهان ۲۰۱۴ اشاره کرد. 